# دايفيد نيلسون
دايفيد نيلسون (بالإنجليزية: David Nelson)‏ هو مهندس ومطور برمجيات أمريكي، ولد في 25 مايو 1993 في آيوا في الولايات المتحدة.